# Кульдорськ
Кульдо́рськ (рос. Кульдорск) — присілок у складі Первомайського району Томської області, Росія. Входить до складу Куяновського сільського поселення.

## Населення
Населення — 9 осіб (2010; 32 у 2002).
Національний склад (станом на 2002 рік):
- росіяни — 81 %